# Reiwa

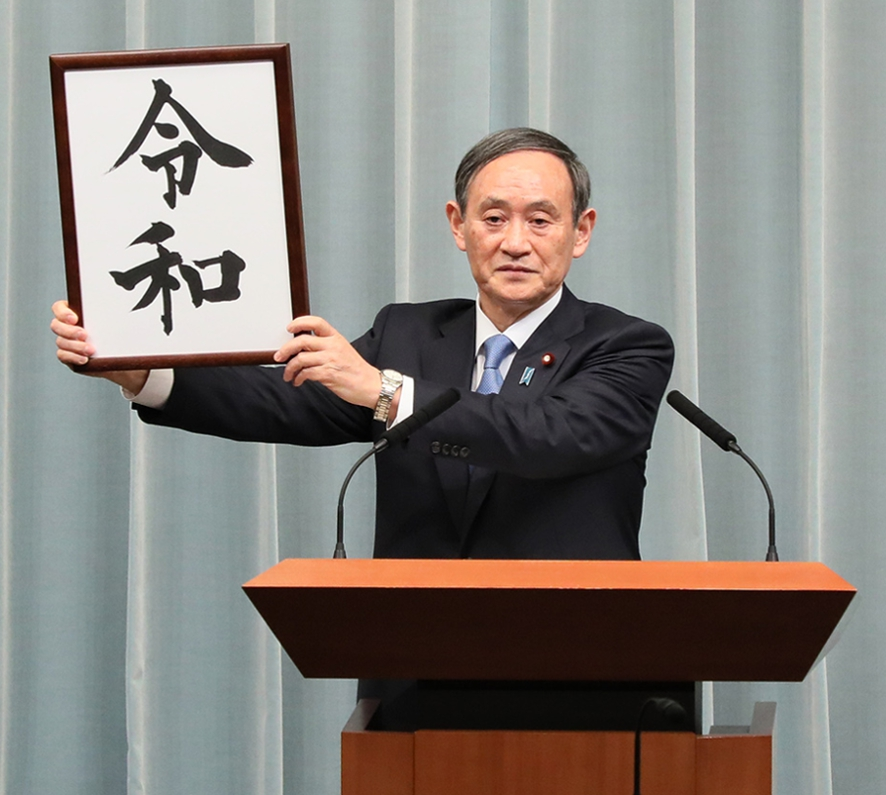
Kabinettssekreterare Yoshihide Suga presenterar det nya era-namnet.

Reiwa (japanska: 令和?, Reiwa), 1 maj 2019–,  är den innevarande perioden i den japanska tideräkningen. Reiwa-perioden startade i och med kronprins Naruhitos trontillträde den 1 maj 2019. År 2019 betecknas därför Heisei 31 till och med 30 april och Reiwa 1 (utläst Reiwa gannen) från och med 1 maj.
Namnet Reiwa är en kombination av de japanska kanjitecknen för orden "ordning" och "fred" vilket också kan tolkas som "harmoni".